# FET BEST
『FET BEST』（フェット・ベスト）は、RIZEの2枚目のベスト・アルバム。2013年6月26日にFar Eastern Tribe Records（ユニバーサルミュージック）より発売された。
Far Eastern Tribe Records時代（2006年から2013年）の楽曲を収録したベスト・アルバム。通常盤と初回限定盤の2種がリリースで、初回限定盤にはDVDが付属。

## 収録曲
1. EXPERIENCE [3:33]
(作詞：JESSE / 作曲：RIZE)
  - 7thアルバム『EXPERIENCE』収録曲。
2. LADY LOVE [3:45]
(作詞：JESSE / 作曲：RIZE, 原田憲)
  - 13thシングル。フジテレビ系アニメ『しおんの王』オープニングテーマ。
3. 火事と喧嘩は江戸の華 feat. E.D.O. [4:05]
(作詞：SORA3000, SHENLONG, SHEN, SONSHI-MC / 作曲：RIZE)
  - 6thアルバム『K.O.』収録曲。客演にE.D.O.が参加。
4. PARADOX体操 [3:51]
(作詞：JESSE / 作曲：RIZE)
  - 6thアルバム『K.O.』収録曲。
5. MUPPET [3:35]
(作詞：JESSE / 作曲：RIZE)
  - 7thアルバム『EXPERIENCE』収録曲。
6. Ghost [2:55]
(作詞：JESSE / 作曲：RIZE)
  - 5thアルバム『ALTERNA』収録曲。
7. Kush Berry [4:44]
(作詞：JESSE / 作曲：RIZE)
  - 6thアルバム『K.O.』収録曲。
8. ピンク スパイダー [4:30]
(作詞・作曲：hide)
  - 10thシングル。原曲は1998年にhide with Spread Beaverが発売した同名曲。
9. Live or Die [2:58]
(作詞：JESSE / 作曲：RIZE, 原田憲)
  - 14thシングル。日本テレビ系『音燃え!』2008年3月度オープニングテーマ。
10. LAUGH IT OUT [3:46]
(作詞：JESSE, 市原隼人 / 作曲：RIZE)
  - 16thシングル。映画『ボックス!』主題歌。
11. 神 [3:25]
(作詞：JESSE / 作曲：RIZE)
  - 5thアルバム『ALTERNA』収録曲。
12. ZERO [4:12]
(作詞：JESSE / 作曲：RIZE)
  - 15thシングル。日本コカ・コーラ「コカ・コーラ ゼロ」2009年度CMソング。
13. Road II 雷音 [2:37]
(作詞：JESSE / 作曲：RIZE)
  - 5thアルバム『ALTERNA』収録曲。
14. YUZURIHA [4:07]
(作詞：JESSE / 作曲：RIZE)
  - 7thアルバム『EXPERIENCE』収録曲。
15. heiwa [3:07]
(作詞：JESSE / 作曲：RIZE)
  - 12thシングル。

### DVD
1. ピンク スパイダー
2. 神
3. heiwa
4. LADY LOVE
5. Live or Die
6. LAUGHT IT OUT
7. MUPPET
8. ZERO